# Нистос
Нисто́с (фр. Nistos, окс. Nistòs) — коммуна во Франции, находится в регионе Юг — Пиренеи. Департамент — Верхние Пиренеи. Входит в состав кантона Сен-Лоран-де-Нест. Округ коммуны — Баньер-де-Бигор.
Код INSEE коммуны — 65329.

## География

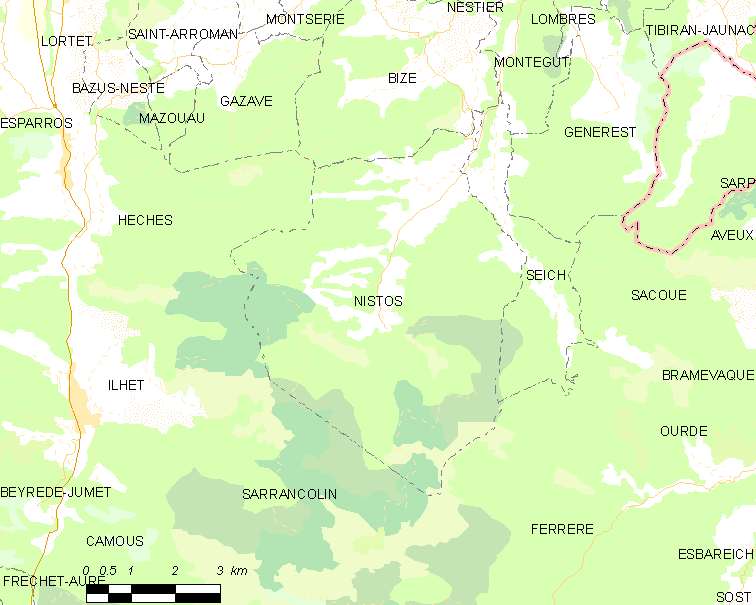
Карта коммуны

Коммуна расположена приблизительно в 670 км к югу от Парижа, в 105 км юго-западнее Тулузы, в 45 км к юго-востоку от Тарба.
По территории коммуны протекает река Нистос. Большую часть территории коммуны занимают леса.

## Климат
Климат умеренно-океанический с солнечной тёплой погодой и обильными осадками на протяжении практически всего года.

## Население
Население коммуны на 2010 год составляло 243 человека.
| 1962 | 1968 | 1975 | 1982 | 1990 | 1999 | 2010 |
| ---- | ---- | ---- | ---- | ---- | ---- | ---- |
| 362  | 330  | 288  | 243  | 217  | 233  | 243  |

## Администрация
| Период | Период | Фамилия           | Партия | Примечания |
| ------ | ------ | ----------------- | ------ | ---------- |
| 2001   | 2008   | Бернар Севера     |        |            |
| 2008   | 2014   | Фредерик Кастеран |        |            |
| 2014   | 2020   | Дени Рекюр        |        |            |

## Экономика
В 2010 году среди 139 человек трудоспособного возраста (15-64 лет) 98 были экономически активными, 41 — неактивными (показатель активности — 70,5 %, в 1999 году было 70,3 %). Из 98 активных жителей работали 86 человек (54 мужчины и 32 женщины), безработных было 12 (4 мужчины и 8 женщин). Среди 41 неактивных 16 человек были учениками или студентами, 14 — пенсионерами, 11 были неактивными по другим причинам.